# تكبير الحروف

حرف إيه "A" الكبير في الأبجدية اللاتينية متبوعاً بحالته الصغرى (lowercase)، في الخطين سان سيريف، وسيريف على الترتيب من اليسار لليمين.

تكبير الحروف (بالإنجليزية: Capitalization)‏ هو كتابة الحرف الأول من الكلمة بنسقه الكبير (بالإنجليزية: uppercase)‏، مع إبقاء بقية الحروف بنسقها الصغير (بالإنجليزية: lowercase)‏. قد يشير مصطلح تكبير الحروف إلى اختيار النسق المُطبق على النص.

## أنسقة تكبير الحروف
الأسماء الآتية تُشير إلى أنظمة تكبير الحروف:

### نسق الجملة
"The quick brown fox jumps over the lazy dog."
أي جُملة لاتينية تبدأ بحرف كبير ثم تليها حروف صغيرة.

### نسق العنوان
"The Quick Brown Fox Jumps Over the Lazy Dog."
ويُسمى أيضاً نسق الترويسة ونسق العناوين (بالإنجليزية: Title case)‏. جميع الكلمات كبيرة الحروف، ما عدا بعض المجموعات الجزئية المُعرّفة بقوانين ليست معيارية، تتضمن كلمات مثل "the"، "of" أو "and".

### النص كبير الحروف
"THE QUICK BROWN FOX JUMPS OVER THE LAZY DOS."
(بالإنجليزية: All caps)‏، يُستعمل لعناوين الصدارة، الكتب، أو عناوين الفصول. كثيراً ما تُستخدم لنقل حديث شخص يصرخ.

## للاستزادة
- Council of Science Editors, Style Manual Committee. Scientific Style and format: the CSE manual for authors, editors, and publishers, 7th ed. Reston (VA): The Council; 2006. Section 9.7.3, P. 120.